# Moerbeke
Moerbeke è un comune (6 248 abitanti) del Belgio, nella provincia fiamminga delle Fiandre Orientali. Il comune è famosa per la produzione di zucchero. La raffineria di zucchero è stata demolita nel 2008.

## Geografia fisica

### Territorio

Il comune di Moerbeke

Il comune di Moerbeke è composto da 3 abitati principali:
- Moerbeke (I)
- Koewacht (II)
- Kruisstraat (III)

Gli abitati confinanti sono: (a) Stekene, (b) Sinaai, comune di Sint-Niklaas, (c) Eksaarde, comune di Lokeren, (g) Wachtebeke